# Peruviaanse algemene verkiezingen 1945
De Peruviaanse algemene verkiezingen van 1945 werden gehouden op 10 juni 1945. De verkozen president, José Luis Bustamante y Rivero, zou tot 1951 regeren over het land maar deze werd reeds in 1948 afgezet door Manuel A. Odría. Pas in 1956 kwamen er, na het 8-jarige militaire bewind van Odría, weer opnieuw democratische verkiezingen.

## Verkiezingsuitslag
| Kandidaat                           | Stemmen | Stemmen |
| Kandidaat                           | %       | #       |
| ----------------------------------- | ------- | ------- |
| José Luis Bustamante y Rivero (FDN) | 67      | 305.590 |
| Eloy Ureta Montehermoso (UR)        | 33      | 150.720 |